# Graciela Monesterolo
Graciela Ana Monesterolo Lencioni es una jurista ecuatoriana. Magíster en Docencia Universitaria e investigación Educativa; Doctora en Jurisprudencia, abogada y licenciada en ciencias jurídicas de Pontifica Universidad Católica del Ecuador  y es docente de la misma. Especialista en Legislación para la Empresa; Diplomado internacional en Gestión Curricular y Diseño de Módulos por competencias. Obtuvo formación de Postgrados en las especialidades de Derecho del Trabajo y de Derecho Mercantil en la Universidad de Salamanca-España. Actualmente se desempeña como Directora Académica de la PUCE. 

## Biografía
Una de las asignaturas que Monesterolo impartió en la PUCE fue Instituciones de Derecho Laboral. Este módulo se enfocó en brindar una orientación sobre las relaciones laborales sujetas al Código del Trabajo, mediante una visión teórica general y práctica sobre los principios y fuentes del derecho laboral ecuatoriano, los sujetos, objeto, modalidades y obligaciones contractuales (celebración, vigencia y terminación de los contratos de trabajo tanto individuales como colectivos), y los conflictos colectivos.[1]
Para Monesterolo, su libro Régimen Jurídico Laboral del Sector Privado, nace de la necesidad de tener un material didáctico, actualizado para estudiantes y docentes de jurisprudencia. El mismo abarca el derecho laboral individual como el colectivo. La presentación y prólogo de este libro estuvo a cargo del Dr. en Ciencias Jurídicas Fabián Corral Burbano de Lara, Decano fundador del colegio de jurisprudencia de la Universidad San Francisco de Quito.

## Publicaciones
- Régimen Jurídico Laboral del Sector Privado (2018) ISBN 978-9942-08-267-1[2]
- Curso de Derecho Laboral Ecuatoriano (2012)ISBN 978-9942-08-267-1[3]
- Instituciones de Derecho Laboral Colectivo (2011)ISBN 978-9942-10-022-1[4]
- Instituciones de Derecho Laboral Individual (2011)ISBN 978-9942-06-134-8[5]
- Instituciones de Derecho Laboral Individual. Herramientas didácticas (2009)ISBN 978-9978-86-874-4[5]